# London Calling
London Calling er det tredje studiealbum af det britiske punk-rock band The Clash. Albummet blev udgivet i Storbritannien den 14. december 1979 på CBS Records og i USA i januar 1980 på Epic Records. London Calling er et post-punk album, der indeholder en række forskellige stilarter, herunder punk, reggae, rockabilly, ska, New Orleans R&B, pop, lounge jazz og hård rock. Albummets tekster omhandler social utilpassethed, arbejdsløshed, racekonflikter, stofmisbrug og ansvaret forbundet med at blive voksen.
Albummet blev af en enig musikpresse rost og er i 2003 optaget som nr. otte på magasinet Rolling Stones liste over verdens 500 bedste album. London Calling nåede top ti i Storbritannien og albummets første single "London Calling" nåede top-20. Albummet har solgt mere end fem millioner eksemplarer globalt og modtog platin i USA.

## Indspilning og produktion
Efter indspilningen af bandets andet studiealbum Give 'Em Enough Rope (1978) begyndte gruppen at bevæge sig væk fra traditionel punkrock og afsluttede samarbejdet med bandets manager Bernard Rhodes. Under bandets turné i USA i 1979 valgte de opvarmningsnavne som rhythm and blues-navnene Bo Diddley, Sam & Dave, Lee Dorsey og Screamin' Jay Hawkins og punk rockabilly-bandet The Cramps. Disse navne og rock and roll-musik var inspiration for The Clash ved indspilningen af London Calling.
Indspilningerne begyndte i august 1979 i Wessex Studios. The Clash havde til pladeselskabets store bekymring bedt Guy Stevens om at producere albummet. Stevens havde problemer med stoffer og alkohol og var generelt temmelig ukonventionel i sin tilgang. På et tidspunkt under indspilningerne smed han rundt med en stige og med møbler for at skabe den rette "rock & roll stemning". The Clash syntes godt om Stevens, særlig bassisten Paul Simonon. Albummet blev indspillet i løbet af fem-seks uger. Flere af sangene på albummet blev indspillet over et eller to "takes".

## Pladecover
Albummets forside på coveret viser et fotografi af bandets bassist Paul Simonon, der smadrer sin Fender Precision Bass (basguitaren er udstillet i Cleveland på Rock and Roll Hall of Fame) på scenen i The Palladium i New York City den 20. september 1979 under The Clashs USA-turné, Take the Fifth. Fotografen Pennie Smith, der tog billederne til albummet, syntes ikke om billedet, som hun fandt for uskarpt, men Strummer og den grafiske designer Ray Lowry kunne lide det og besluttede, at det skulle på albummets cover. I 2002 blev Smiths foto kåret som det bedste rock and roll foto nogensinde af Q magazine, med bemærkning om, at billedet fanger "det ultimative rock'n'roll øjeblik - det totale tab af kontrol".
Coverets artwork var designet af Lowry og var en hyldest til designet af Elvis Presleys første album. Coveret blev af Q magazine i 2001 udnævnt til det niendebedste cover nogensinde. I 1995 anvendte Big Audio Dynamite (et band med Clash-medlemmet Mick Jones i front) et lignende cover til albummet F-Punk. Det britiske postvæsen Royal Mail medtog coveret blandt de ti britiske covere, der indgik i en serie af "Klassiske albumcovers" og blev udgivet på frimærke i januar 2010.

## Udgivelse
Albummet blev udgivet i Storbritannien den 14. december 1979 på vinyl og i begyndelsen af januar 1980 i USA på vinyl og på 8-track tape. Albummet var et dobbeltalbum, men blev solgt til en pris, der svarede til et enkelt album. Kort efter udgivelsen solgte albummet cirka to millioner eksemplarer. Albummet nåede nr. 9 på de britiske hitlister og modtog en guldplade i december 1979. Albummet solgte godt udenfor Storbritannien. Det blev nr. 2 i Sverige og nr. 4 i Norge. I USA nåede albummet nr. 27 på Billboard Pop Album listen og fik platin i februar 1996.
Albummet indeholdt to af The Clashs mest succesfulde singler. "London Calling" blev udsendt kort inden udgivelsen af albummet den 7. december 1979 og nåede nr. 11 på UK Singles Chart. Musikvideoen til sangen blev instrueret af Letts og viste bandet spille sangen på en båd i silende regn på Themsen. I USA blev "Train in Vain" udsendt som single i februar 1980 med London Calling på den anden side. Singlen nåede nr. 23 på Billboard Hot 100 singles chart og nr. 30 på Billboards Hot Dance Club Songs-liste.
Albummet blev senere genudgivet på CD og er udgivet i flere CD/DVD-udgaver.

## Anmeldelse og betydning
London Calling modtog positive anmeldelser ved sin udgivelse og toneangivende anmeldere i USA og England skrev begejstrede anmeldelser af albummet. Anmelderen Robert Christgau kaldte albummet for det bedste i 1980 I senere anmeldelser anførte Christgau, at det var det bedste dobbeltalbum siden The Rolling Stones' Exile on Main St. fra 1972.
Siden udgivelsen har flere anmeldere beskrevet London Calling som et af de bedste rock album nogensinde, herunder AllMusics Stephen Thomas Erlewine, der beskrev albummet som havende mere handlekraft og mening end mange andre album. I 1987 kaldte Los Angeles Times albummet for det fjerdebedste i 10 år og anførte, at hvor Clash's debutalbum var et punk-mesterværk, så markerede London Calling, at genren var blevet moden og viste vejen mod post-punken.
Magasinet Rolling Stone kårede i 1989 London Calling som 1980'ernes bedste album, og magasinet Q kaldte i 1999 London Calling det fjerdebedste britiske album nogensinde.
Det indflydelsesrige britiske musikmagasin NME placerede albummet som nr. 6 blandt 1970'ernes bedste album, og Pitchfork Media kårede London Calling som årtiets næstbedste album.
Det amerikanske magasin Rolling Stone medtog albummet som nr. 8 på listen over de 500 bedste album nogensinde. Entertainment Weekly kaldte London Calling for "Best Album of All Time", da det i 2004 skrev en længere artikel om albummet.
London Calling blev i 2007 optaget i Grammy Hall of Fame, i samlingen af indspilninger med en blivende kvalitet eller historisk betydning. Albummet indgår i BBC Radio 1's "Masterpieces Series" fra 2009, der omfatter de mest indflydelsesrige album nogensinde.

## Tracks
Alle sange skrevet og komponeret af Joe Strummer og Mick Jones med mindre andet er angivet. 
| 1. | "London Calling"                                                        | Strummer        | 3:19 |
| 2. | "Brand New Cadillac" (oprindelig skrevet og indspillet af Vince Taylor) | Strummer        | 2:09 |
| 3. | "Jimmy Jazz"                                                            | Strummer        | 3:52 |
| 4. | "Hateful"                                                               | Strummer        | 2:45 |
| 5. | "Rudie Can't Fail"                                                      | Strummer, Jones | 3:26 |

| 6.  | "Spanish Bombs"                                 | Strummer, Jones | 3:19 |
| 7.  | "The Right Profile"                             | Strummer        | 3:56 |
| 8.  | "Lost in the Supermarket"                       | Jones           | 3:47 |
| 9.  | "Clampdown"                                     | Strummer, Jones | 3:49 |
| 10. | "The Guns of Brixton" (skrevet af Paul Simonon) | Simonon         | 3:07 |

| 11. | "Wrong 'Em Boyo" (skrevet af Clive Alphonso; oprindeligt indspillet af the Rulers; herunder Stagger Lee) | Strummer | 3:10 |
| 12. | "Death or Glory"                                                                                         | Strummer | 3:55 |
| 13. | "Koka Kola"                                                                                              | Strummer | 1:46 |
| 14. | "The Card Cheat"                                                                                         | Jones    | 3:51 |

| 15. | "Lover's Rock" | Strummer | 4:01 |
| 16. | "Four Horsemen" | Strummer | 2:56 |
| 17. | "I'm Not Down" | Jones    | 3:00 |
| 18. | "Revolution Rock" (skrevet af Jackie Edwards, Danny Ray; oprindelig indspillet af Danny Ray and the Revolutionaries) | Strummer | 5:37 |
| 19. | "Train in Vain" | Jones    | 3:09 |

- På det første tryk af albummet var "Train in Vain" ikke angivet på coveret eller på pladens etiket, men kun på et etiket påklistret pladens cellofan-indpakning. Senere udgaver af albummet medtaget sangen som en del af albummet.

## Medvirkende
The Clash
- Joe Strummer – vokal, kor, rytmeguitar, piano
- Mick Jones – lead guitar, piano, mundharpe, lead og backing vokal
- Paul Simonon – basguitar, kor og forsanger på "The Guns of Brixton"
- Topper Headon – trommer, percussion

Gæstemusikere
- Mickey Gallagher – orgel
- The Irish Horns – messingblæsere

Produktion
- Guy Stevens – producer
- Bill Price – Lydtekniker
- Jerry Green – ekstra tekniker engineer
- Ray Lowry – design
- Pennie Smith – fotos

## Placering på hitlister
| År   | Hitliste                  | Bedste placering |
| ---- | ------------------------- | ---------------- |
| 1979 | Sverigetopplistan         | 2                |
| 1979 | UK Albums Chart           | 9                |
| 1980 | Østrigs Albumliste        | 17               |
| 1980 | Canadian RPM Albums Chart | 12               |
| 1980 | New Zealand Albumliste    | 12               |
| 1980 | Norges albumliste         | 4                |
| 1980 | US Billboard 200          | 27               |
| 2003 | Irish Albums Chart        | 23               |
| 2004 | Norwegian Albums Chart    | 17               |
| 2004 | Swedish Albums Chart      | 45               |
| 2004 | Swiss Albums Chart        | 72               |
| 2004 | UK Albums Chart           | 26               |
| 2009 | Spanish Albums Chart      | 52               |
| 2011 | Top Pop Catalog Albums    | 38               |
| 2012 | Polish Albums Chart       | 38               |

Noter
1. 1 2 3 4  London Calling 25th anniversary edition

## Eksterne links
- The Clash officielt website
- http://mixonline.com/mag/audio_london_calling_clash Arkiveret 1. september 2012 hos  Wayback Machine "London Calling" By The Clash] Mix Magazine, 2000 – Detaljeret artikel om albummets indspilning.